# Iwiczno
Iwiczno – wieś kociewska w Polsce położona w województwie pomorskim, w powiecie starogardzkim, w gminie Kaliska. Wieś jest siedzibą sołectwa Iwiczno, w którego skład wchodzą również miejscowości Łążek i Młyńsk. Na południe od miejscowości znajduje się jezioro Trzechowskie.
Wieś wzmiankowana w 1402 roku. W latach 1945–1975 miejscowość administracyjnie należała do tzw. dużego województwa gdańskiego, a w latach 1975–1998 do tzw. małego województwa gdańskiego.
W miejscowości znajduje się chata kociewska z ok. 1885 oraz figura przydrożna z 1885.
Miejsce urodzenia w 1874 Izydora Gulgowskiego – twórcy skansenu we Wdzydzach Kiszewskich.